# Bleckenstad

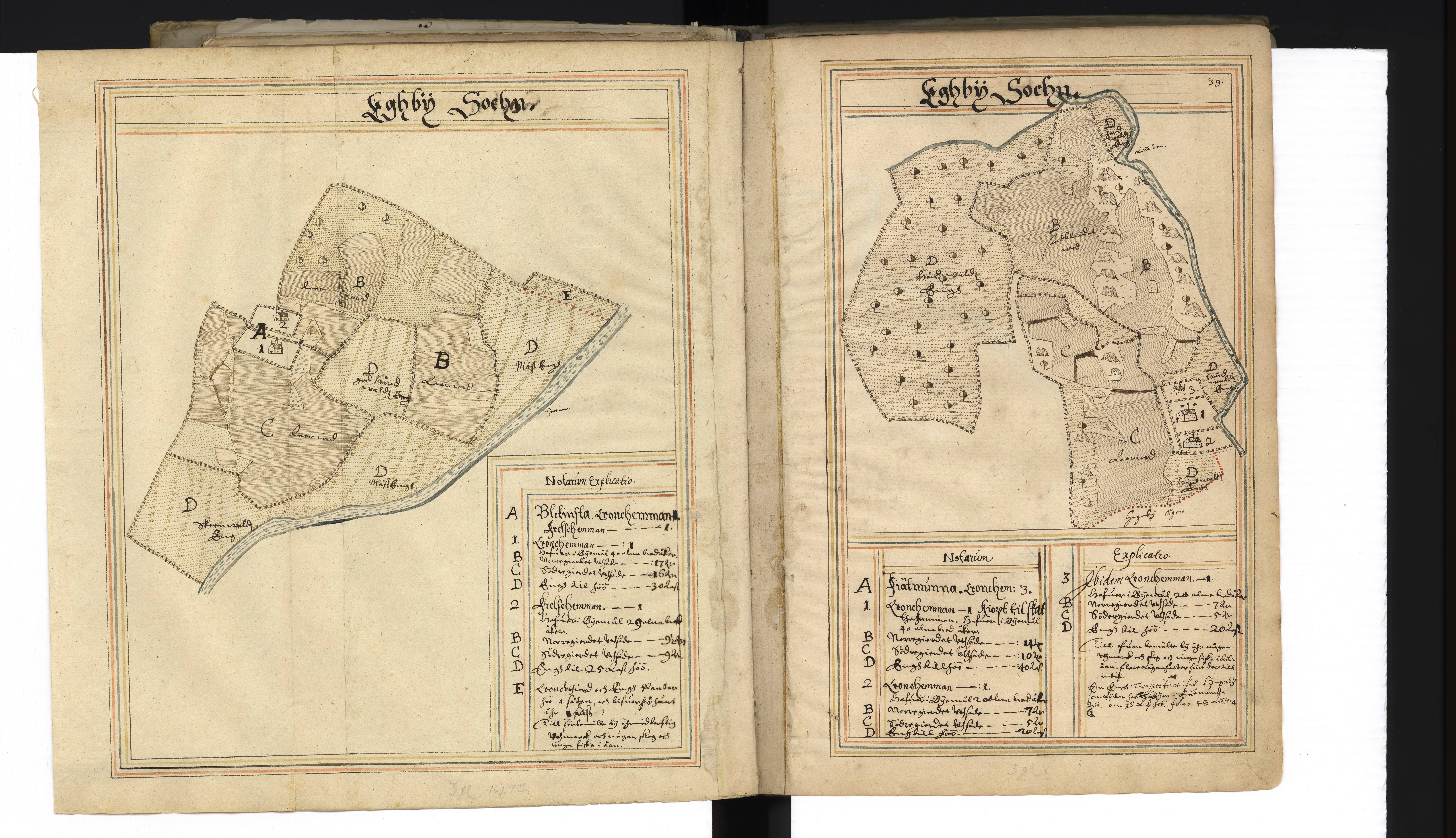
Karta över Bleckenstad, år 1638.

Bleckenstad är en gård i Boxholms kommun (Ekeby socken), Östergötlands län.
Området innehåller många stensättningar och stensträngar från äldre järnåldern.[källa behövs]

## Historik
Bleckstad var en by i Ekeby socken, Göstrings härad. År 1377 skänkte Katarina Ragvaldsdotter 1 attung jord i Bleckenstad till Vadstena klosterbyggnad, Katarina Ragvaldsdotter och mågen Joh. Broirsson beseglade brevet.
Det blev senare en frälsegård som tillhörde omkring 1687 ryttmästaren Carl Stålhammar. Under 1700-talet ägdes det av adelsätten Stråle och kanske de la Grange. I slutet av 1700-talet och början av 1800-talet ägde gården av inspektorn J. Hällstrand som uppförde en ny mangårdsbyggnad. Därefter ägdes gården av doktor Dalbom, änkeprostinnan Charlotta Burén och Per Egnell. År 1840 sålde Egnell gården till sekreteraren L. Forsbäck som var ägare fram till 1864. Den köptes sedan tillsammans av hovrättsrådet Kristoffer Hederström och possessionaten Johan Hederström. Efter Kristoffers död 1870 ägdes den vidare av Johan. År 1871 såldes gården till sonen possessionaten Thure Hederström.

## Ägare längd
| Ägare     | Namn                      | Levnadstid |
| --------- | ------------------------- | ---------- |
|           | Pehr Stålhammar           |            |
|           | Henric Lindmark           | 1734-      |
|           | Johan Hällstrand          | 1744-      |
|           | Pehr Svensson             |            |
|           | Olof Olsson               |            |
| 1800      | Carl Stålhammar           | 1739-1810  |
| 1827-1839 | Per Egnell                | 1801-      |
| 1840-1865 | Lars Niclas Forssbeck     | 1796-      |
| 1870-1877 | Thure Johan Hederström    | 1843-1915  |
| 1877-1887 | Johan Markus Wallenberg   | 1831-      |
| 1913-1947 | Gustaf Johansson          |            |
| 1947-     | Paul och Barbro Johansson |            |

## Militärboställe
I militärbostället bodde ryttmästaren över Skänninge kompani.
| Ägare     | Namn                        | Levnadstid |
| --------- | --------------------------- | ---------- |
| 1747      | Nils Hummerhielm            | 1696–1766  |
| 1748-1750 | Börje von Gardemein         | 1700-1758  |
| 1751-1759 | Otto Johan Lagerfelt        | 1721-1759  |
| 1760–1765 | Filip Bonde                 | 1720–1789  |
| 1766–1770 | Mattias Strålenhielm        | 1728–1800  |
| 1772–1775 | Anders Leijonhielm          | 1727–1792  |
| 1782      | Gerhard Malkolm Leijonhielm | 1740–1793  |
| 1783      | Sven Schmiterlöw            |            |
| 1784-1807 | Johan Herman Gripenwaldt    | 1749-1821  |
| 1825-1826 | Adolf Ludvig Lindencrona    | 1748-      |
| 1826-1836 | Carl Möllersvärd            | 1796-      |
| 1837-1843 | Gustaf Axel Schmiterlöw     | 1795-1855  |
| 1856–1878 | Gustaf Fredrik Ström        | 1799-1895  |